# Municipio de Bloom (Pensilvania)
El municipio de Bloom (en inglés: Bloom Township) es un municipio ubicado en el condado de Clearfield en el estado estadounidense de Pensilvania. En el año 2000 tenía una población de 412 habitantes y una densidad poblacional de 8.4 personas por km².

## Geografía
El municipio de Bloom se encuentra ubicado en las coordenadas 41°02′00″N 78°37′59″O / 41.03333, -78.63306.

## Demografía
Según la Oficina del Censo en 2000 los ingresos medios por hogar en la localidad eran de $30,909 y los ingresos medios por familia eran de $33,750. Los hombres tenían unos ingresos medios de $28,611 frente a los $22,813 para las mujeres. La renta per cápita de la localidad era de $15,470. Alrededor del 8,7% de la población estaba por debajo del umbral de pobreza.